# تایرا نو تاداموری
تایرا نو تاداموری (به ژاپنی: 平 忠盛 Taira no Tadamori);(تاریخ ورودی نامعتبر است – ۱۰ فوریهٔ ۱۱۵۳) یک سامورایی اهل ژاپن بود. وی پدر تایرا نو کیوموری و فرماندار ولایت هاریما، ولایت ایسه، ولایت بیزن و ولایت تاجیما بود.

## خانواده
- پدر: تایرا نو ماسانوری
- همسر:
  - خواهر کوچکتر گیئون نو نیوگو (?-۱۱۴۷)
  - ایکه نو زننی
- پسران:
  - تایرا نو کیوموری
  - تایرا نو ایه‌موری
  - تایرا نو تسونه‌موری
  - تایرا نو نوریموری
  - تایرا نو یوریموری
  - تایرا نو تادانوری